# Лисинска, Натали
Натали Лисинска (англ. Natalie Lisinska) — канадская актриса.

## Биография
Лисинска родилась в Шрусбери, графство Шропшир, Англия, но выросла в Ванкувере, Канада, где и начала свою актёрскую карьеру. Лисинска появилась в ряде сериалов и телефильмов, прежде чем в 2011 году сыграть главную роль в комедийном сериале «Агенты национальной безопасности», за которую она номинировалась на премию «Джемини». На большом экране она появилась в фильмах «Хлоя» и «Вспомнить всё», а на телевидении была гостем в сериалах «Файлы Дрездена», «Горячая точка» и «Зов крови». 
В 2013 году, Лисинска взяла на себя второстепенную роль Эйнсли Норрис в сериале «Тёмное дитя», за которую в 2014 году выиграла Canadian Screen Award как лучшая приглашенная актриса.